# Ectropis illota
Ectropis illota là một loài bướm đêm trong họ Geometridae.